# NEK7
NEK7 (англ. NIMA related kinase 7) – білок, який кодується однойменним геном, розташованим у людей на 1-й хромосомі. Довжина поліпептидного ланцюга білка становить 302 амінокислот, а молекулярна маса — 34 551.
| 10         |  | 20         |  | 30         |  | 40         |  | 50         |
| ---------- |  | ---------- |  | ---------- |  | ---------- |  | ---------- |
| MDEQSQGMQG |  | PPVPQFQPQK |  | ALRPDMGYNT |  | LANFRIEKKI |  | GRGQFSEVYR |
| AACLLDGVPV |  | ALKKVQIFDL |  | MDAKARADCI |  | KEIDLLKQLN |  | HPNVIKYYAS |
| FIEDNELNIV |  | LELADAGDLS |  | RMIKHFKKQK |  | RLIPERTVWK |  | YFVQLCSALE |
| HMHSRRVMHR |  | DIKPANVFIT |  | ATGVVKLGDL |  | GLGRFFSSKT |  | TAAHSLVGTP |
| YYMSPERIHE |  | NGYNFKSDIW |  | SLGCLLYEMA |  | ALQSPFYGDK |  | MNLYSLCKKI |
| EQCDYPPLPS |  | DHYSEELRQL |  | VNMCINPDPE |  | KRPDVTYVYD |  | VAKRMHACTA |
| SS         |  |            |  |            |  |            |  |            |

A: Аланін

C: Цистеїн

D: Аспарагінова кислота

E: Глутамінова кислота

F: Фенілаланін

G: Гліцин

H: Гістидин

I: Ізолейцин

K: Лізин

L: Лейцин

M: Метіонін

N: Аспарагін

P: Пролін

Q: Глутамін

R: Аргінін

S: Серин

T: Треонін

V: Валін

W: Триптофан

Кодований геном білок за функціями належить до трансфераз, кіназ, серин/треонінових протеїнкіназ, фосфопротеїнів. 
Задіяний у таких біологічних процесах, як ацетилювання, альтернативний сплайсинг. 
Білок має сайт для зв'язування з АТФ, нуклеотидами, іонами металів, іоном магнію. 
Локалізований у цитоплазмі, цитоскелеті, ядрі.